# Adam McKay
Adam McKay (Philadelphia, 1968. április 17. –) Oscar- és négyszeres Primetime Emmy-díjas amerikai film- és televíziós rendező, producer, forgatókönyvíró és humorista. McKay az 1990-es években az NBC-s Saturday Night Live című szkeccs-komédiaműsorának vezető írójaként kezdte pályafutását két évadon keresztül, és az Upright Citizens Brigade társalapítója. A 2000-es években a Will Ferrell komikussal való együttműködésével vált ismertté, és társszerzője volt az A híres Ron Burgundy legendája, a Taplógáz és a Pancser Police című vígjátékoknak. Ferrell és McKay később számos televíziós sorozat és film társszerzői és társproducerei voltak, és a Gary Sanchez Productions nevű cégükön keresztül készítették a Funny or Die vállalat vígjátékaikat.
A 2010-es években McKay-nek a A nagy dobás című film volt az első olyan filmje, amelyet Ferrell nélkül rendezett. Ezért több díjra is jelölték, többek között két Oscar-díjra, a legjobb rendező és a legjobb adaptált forgatókönyv (Charles Randolph társszerzővel), valamint két Brit Filmakadémiai díjra, a legjobb rendező és a legjobb adaptált forgatókönyv kategóriában. Ő és Randolph elnyerte a legjobb adaptált forgatókönyv díját az Oscar-gálán, a BAFTA filmes díjátadón és a WGA-díjátadón. A Dick Cheney életrajzi film, az Alelnök című alkotásért McKayt Oscar-díjra jelölték a legjobb film, a legjobb rendező és a legjobb eredeti forgatókönyv kategóriában.

## Élete
McKay 1968-ban született a Colorado állambeli Denverben, és a pennsylvaniai Philadelphiában nevelkedett pincérnő édesanyja, Sarah és zenész édesapja gyermekeként. Amikor McKay hétéves volt, a szülei elváltak. A pennsylvaniai Malvernben a Great Valley High Schoolba járt, ahol 1986-ban érettségizett. Ezután egy évig a Pennsylvania Állami Egyetemen tanult, majd átiratkozott a Temple Egyetemre, ahol angol szakon végzett. McKay másfél félévvel korábban hagyta ott a Temple-t, mielőtt megszerezte volna az alapdiplomáját. Ezt úgy jellemezte, hogy „egy elképzelt diplomával rendezkedett be”.
Az Upright Citizens Brigade improvizációs komédiacsoport egyik alapító tagja, és a chicagói ImprovOlympic korábbi fellépője, ahol tagja volt A család nevű improvizációs csoportnak, amelynek tagjai voltak többek között Matt Besser, Ian Roberts, Neil Flynn, Miles Stroth és Ali Farahnakian, valamint a Child's Play Touring Theatre.  A Second City színpadán a főszereplők tagjaként írta és játszott a társulat mérföldkőnek számító Pinata Full of Bees című előadásában. Több politikai töltetű szkeccsben McKay olyan karaktereket alakított, mint Noam Chomsky, mint helyettesítő óvodatanár, és egy szerencsétlen személyzeti menedzser, aki megpróbál tájékoztatni egy vállalati alelnököt (Scott Adsit) néhány katasztrofális IQ-teszt eredményéről anélkül, hogy elveszítené a saját állását. Az utóbbi előadásból részleteket közöltek a Second City 40 éves jubileumi összeállításában.

## Magánélete
1999-ben feleségül vette Shira Piven film- és televíziós rendezőt. Két lányuk van, Lili Rose és Pearl. Sógora a színész Jeremy Piven.
McKay tagja a korrupcióellenes szervezet, a RepresentUs kreatív tanácsának. Támogatja a Demokrata Pártot, és támogatta Bernie Sanders 2016-os és 2020-as elnökválasztását. Demokratikus szocialistának vallja magát.

## Filmográfia

### Film
| Év   | Magyar cím                          | Eredeti cím                                 | Munkakör | Munkakör | Munkakör |
| Év   | Magyar cím                          | Eredeti cím                                 | Rendező  | Író      | Producer |
| ---- | ----------------------------------- | ------------------------------------------- | -------- | -------- | -------- |
| 2004 | A híres Ron Burgundy legendája      | Anchorman: The Legend of Ron Burgundy       | Igen     | Igen     | Nem      |
| 2004 |                                     | Wake Up, Ron Burgundy: The Lost Movie       | Igen     | Igen     | Nem      |
| 2006 | Taplógáz: Ricky Bobby legendája     | Talladega Nights: The Ballad of Ricky Bobby | Igen     | Igen     | Vezető   |
| 2008 | Tesó-tusa                           | Step Brothers                               | Igen     | Igen     | Vezető   |
| 2010 | Pancser Police                      | The Other Guys                              | Igen     | Igen     | Igen     |
| 2012 | Képtelen kampány                    | The Campaign                                | Nem      | Sztori   | Igen     |
| 2013 | Ron Burgundy: A legenda folytatódik | Anchorman 2: The Legend Continues           | Igen     | Igen     | Igen     |
| 2015 | Keményítőkúra                       | Get Hard                                    | Nem      | Sztori   | Igen     |
| 2015 | A Hangya                            | Ant-Man                                     | Nem      | Igen     | Nem      |
| 2015 | A nagy dobás                        | The Big Short                               | Igen     | Igen     | Nem      |
| 2018 | Alelnök                             | Vice                                        | Igen     | Igen     | Igen     |
| 2021 | Ne nézz fel!                        | Don't Look Up                               | Igen     | Igen     | Igen     |
| 2025 |                                     | The Thursday Murder Club                    | Nem      | Nem      | Igen     |

## Fordítás
- Ez a szócikk részben vagy egészben  az   Adam McKay című angol Wikipédia-szócikk fordításán alapul.  Az eredeti cikk szerkesztőit annak laptörténete sorolja fel. Ez a jelzés csupán a megfogalmazás eredetét és a szerzői jogokat jelzi, nem szolgál a cikkben szereplő információk forrásmegjelöléseként.